# Бастак (заповедник)
Государственный природный заповедник «Бастак» образован в 1997 году на территории Еврейской автономной области (ЕАО). Он расположен к северу от г. Биробиджан до административной границы ЕАО с Хабаровским районом Хабаровского края. Его территория охватывает юго-восточные отроги Буреинского хребта и северную окраину Среднеамурской низменности.
В соответствии с постановлением Правительства РФ от 21 апреля 2011 г. № 302 «О расширении территории государственного природного заповедника „Бастак“ к заповеднику отнесены земли лесного фонда площадью 35323,5 га, бывшего областного заказника „Забеловский“». 13 марта 2014 г. премьер-министр РФ Дмитрий Медведев подписал распоряжение об отнесении 35,3 тысячи гектар земли в Еврейской автономной области к территории государственного природного заповедника «Бастак», соответствующий документ опубликован на сайте правительства.
В настоящее время заповедная территория состоит из двух отдельно расположенных участков общей площадью — 127094,5 га. Вдоль границ заповедника в 2002 и 2003 гг. создана охранная зона, которая составляет 15390 га в пределах Еврейской автономной области и 11160 га в Хабаровском крае.

## Рельеф
Территория заповедника отличается разнообразным рельефом. Его формирование обусловлено сочетанием двух тектонических структур — древнего кристаллического Буреинского массива и Сихотэ-Алиньской складчатой системы. В результате территория заповедника почти поровну делится на горную и равнинную части.
Горы занимают северо-западную часть заповедника, они представляют собой юго-восточные отроги обширной Хингано-Буреинской горной системы. По высоте, генезису и строению они относятся к складчато-глыбовым низким и средним горам с интрузиями магматических пород. Горные хребты вытянуты в меридиональном направлении, что является общей чертой горных систем Дальнего Востока в целом и объясняется единством их формирования. Орографически Буреинский хребет разделяется на ряд горных массивов, из них в границах заповедника расположен массив Быдыр.
В крайней северной части заповедника распространён среднегорный рельеф с преобладающими высотами более 800 м. Наиболее высокие вершины — г. Быдыр (1207 м), г. Туколали (1103 м), г. Балябинская (893 м). Для этого типа рельефа характерны четко выраженные водоразделы, крутые склоны и глубокие речные долины с плоскими днищами.
К югу горный рельеф понижается до 400—500 м и ниже. Основными низкогорными вершинами заповедника являются г. Каменушка (668 м), г. Скалистая (636 м), г. Круглая (451 м), г. Осиновая (413 м), г. Дубовая (210 м). Этот участок имеет черты холмистой страны с нечетко выраженными водоразделами, небольшими превышениями плоских и округлых вершин над широкими долинами.
В центральной части заповедника горный рельеф плавными увалами сменяется плоскими поверхностями Среднеамурской низменности. Она имеет аллювиальное происхождение и сложена глинами, суглинками, песками и галечными отложениями. Высота равнины меняется от 200 м у подножья гор до 70-80 м на юго-восточной границе заповедника. Низменный рельеф повсеместно осложнен многочисленными релками и западинами, вытянутыми вдоль древних речных берегов.

## Климат
По климатическому районированию Бориса Алисова (1956) заповедник входит в муссонную климатическую область, Среднеамурскую провинцию. Север заповедника (г. Быдыр и её окрестности) является частью Болоньского климатического района, а остальная часть расположена в Малохинганском климатическом районе. Климат заповедника ультра континентальный с отчётливыми проявлениями муссонных процессов. Воздушные массы в летний период года приносят восточно-азиатские и юго-восточно-азиатские муссоны, а в зимний период — континентальные воздушные массы с территории Центральной Азии и Восточной Сибири в направлении Тихого океана.
Обилие осадков летом и малая облачность зимой находятся в тесной связи с господствующими направлениями ветров в различные сезоны года. Но, вместе с тем, значительное расстояние от океана (около 500—600 км) и структура рельефа определяют и вносят в климат разнообразные черты.
Зимой область высокого атмосферного давления — это влияние азиатского антициклона. Господствуют ветры северо-западного и северного направлений, которые приносят холодный и сухой воздух, определяя тем самым суровую и малоснежную зиму с преобладанием ясной погоды.
В летний период количество выпавших осадков составляет 70-85 % от среднегодового количества, которое колеблется в пределах 670—750 мм в год, в наиболее увлажнённых участках в верховьях рек Трек, Кирга, Бастак, Быдыр выпадает 1100—1200 мм осадков в год. Своего максимума абсолютная влажность достигает во второй половине летнего периода, а минимума в зимний.
Значительное влияние на климат оказывает рельеф. Особенно чётко это выражается в характере распределения осадков, явлениях высотной поясности и температурной инверсии, уровне солнечной радиации, а также отражается на направлении движения воздушных масс.
На склонах и вершинах гор начиная с высоты 600—700 м над уровнем моря, имеет место падение температуры по 0,6-0,9 C° на каждые 100 м высоты.
Среднегодовая температура воздуха на северной границе заповедника −1,5 C°, на южной 0 C°.
Самый тёплый месяц — июль со среднемесячной температурой в южной части заповедника +20,0 C°. Средняя температура июля в верхнем горном поясе заповедника не выше +18 C°. Абсолютный максимум достигает +40 C°. Самым холодным месяцем года является январь со среднемесячной температурой в заповеднике −23 C° (в горах −28 C°). Абсолютный минимум достигает −50 C° в небольших распадках высокогорных районов заповедника, где формируется особо холодная погода в утренние часы.
Ранние осенние заморозки наблюдаются в третьей декаде сентября, поздние весенние — во второй декаде мая. Наступление поздней весны объясняется действием двух основных факторов: влиянием холодных арктических воздушных масс и относительной близостью холодного Охотского моря, оказывающего своё влияние на Среднеамурскую низменность.
Продолжительность периодов с температурой воздуха выше 0 C° продолжается 190—200 дней. Продолжительность периодов с температурой воздуха выше +10 C° продолжается в зависимости от высоты над уровнем моря 120—135 дней с суммарной температурой 2000—2500 C°.
Зима наступает в первой декаде ноября, когда устойчиво устанавливаются минусовые среднесуточные температуры. С наступлением зимы наблюдается быстрое падение температуры. Снежный покров держится на почве 125—170 дней (Петров и др, 2000). Высота снежного покрова достигает 40-50 см. Низкая температура зимой и малая мощность снегового покрова способствуют глубокому промерзанию почвы, достигающему 150—200 см, что задерживает вегетацию растительности, и вследствие позднего оттаивания почвы на низких местах, приводит к заболачиванию.
В целом климатические условия вполне благоприятны для произрастания богатых по флористическому составу лесных насаждений и травяной растительности.

## Гидрография
Гидрографическая сеть очень разветвлённая. Все реки заповедника являются частью бассейна реки Амур, а именно двух её притоков первого порядка реки Бира и реки Тунгуска. Преобладают реки горного характера за исключением рек юго-восточной части заповедника.
Основные водотоки (реки и ручьи) длиной менее 10 км каждый, и незначительным количеством озёр с площадью водного зеркала до 1 км². Речная сеть хорошо развита в горной части и в меньшем объёме на равнинной территории. В горной части густота речной сети значительна, на каждый квадратный километр поверхности приходится 0,7-0,8 км речной сети. К наиболее крупным рекам относятся: Бастак (протяжённость в заповеднике 63 км), Ин (64 км), Большой Сореннак (43 км), Глинянка (35 км), Кирга (31 км), Икура (26 км).
Крупные реки протекают преимущественно с северо-запада на юго-восток или с севера на юг, тем самым, пересекая как горную, так и равнинную части заповедника. Характер верхнего течения большинства рек типично горный с присущим им неравномерным расходом воды и высоким коэффициентом стока. Верховья рек имеют узкие каменистые долины, русла рек часто ступенчатого характера, с множеством мелководных перекатов. В среднем течении характер рек меняется, падает скорость, исчезают перекаты. В нижнем течении реки имеют равнинный характер, сильно извилистые русла, слабое течение.
Реки не имеют выраженного весеннего паводка. Основной причиной наводнений являются летние муссонные дожди. В это время вода устремляется по склонам, переполняя русла рек, выходя из берегов, затопляя равнину. Равнинные участки подолгу находятся в затоплении или в состоянии избыточного увлажнения, что является одной из причин их заболоченности.
Озера заповедника небольшие. Встречаются водоемы с площадью водного зеркала менее 1 км². Озёра расположены исключительно на равнине (экзогенные). Формирование пойменных озёр связано с эрозионно-аккумулятивной деятельностью рек, весенним ледоходом.
На заболоченных равнинах в бассейнах рек Бастак, Большой Сореннак, Глинянка повсеместно распространена многолетняя мерзлота.

## Растительность
По геоботаническому районированию Дальнего Востока (Колесников, 1955 год) территория заповедника входит в горный Мало-Хинганский округ кедрово-широколиственных с елью и кедрово-еловых лесов Маньчжурской материковой провинции кедрово-широколиственных и дубовых лесов Дальневосточной хвойно-широколиственной области, сменяющихся к окраинам Среднеамурской низменности дубовыми и мелколиственными (берёза, осина) лесами с лиственницей, вейниковыми лугами и осоковыми низинными болотами.
При детализации Мало-Хинганского округа Г. Э. Куренцовой (1967 год) в границах ЕАО, территория заповедника отнесена к Сутаро-Помпеевскому району широколиственно-елово-кедровых лесов и их производных и к Инско-Бирскому низинному району заболоченных лиственничных редколесий в сочетании с марями, болотами и мокрыми вейниково-осоковыми лугами.
Основные типы растительности заповедника — лесная в северо-западной части и луговая в юго-восточной. У северной границы на самых высоких склонах преобладают зеленомошные ельники с пихтой, в составе которых отмечена берёза шерстистая, можжевельник сибирский. Самой ценной формацией являются кедрово-широколиственные леса, которые произрастают в среднем поясе гор. В южных и западных районах распространены дубняки, лиственничники, березняки, липняки. Равнинная часть представлена комплексом закочкаренных осоково-разнотравно-вейниковых лугов, осоковых и моховых болот, местами с остатками лиственничных или ерниковых марей. Растительный покров формируют представители маньчжурской, охотской и восточносибирской флористических областей.

## Флора и фауна
Большую часть территории заповедника занимают леса. Продолжительность вегетационного периода в зависимости от высоты над уровнем моря длится 168—174 дня. Флора сосудистых растений составляет 671 вид, 30 из них внесены в Красные книги ЕАО и РФ (кедр корейский, бородатка японская, пион обратнояйцевидный и др.), рыбы и рыбообразных — 58 видов, земноводные — 7 видов, птицы — 265 видов, пресмыкающиеся — 4 видов, млекопитающие — 53 вида, обычными для заповедника являются косуля, кабан, изюбр. Особую ценность представляют дальневосточный аист (гнездится в долинах рек Глинянка, Большой Сореннак и Малый Сореннак), чёрный журавль (гнездится в долинах рек Бастак и Большой Сореннак) и скопа (гнездится в долине реки Бастак). Из беспозвоночных в фауне заповедника выявлено 2 вида кольчатых червей, 13 видов пресноводных моллюсков, 9 видов многоножек, 1 вид десятиногих раков, 1696 видов насекомых, из них чешуекрылых — 1223 вида (Животный мир заповедника «Бастак», 2012).

### Рыбы
Здесь обитают представители ихтиофауны среднего Амура из отрядов карпообразных, сомообразных, окунеобразных.
В заповеднике «Бастак» в 2001—2008 гг. проводились наблюдения на реках Бастак, Сореннак, Глинянка, Кирга, Икура, правые притоки р. Ин — р. Бастак, р. Сореннак, р. Лосиный Ключ, р. Митрофановка, левобережье р. Ин, а также на озере Большое, русло и пойменные озёра (до устья р. Быдыр). Особая ихтиофауна сформировалась в стоячих водоёмах заповедника, в частности, в озере Большое (долина реки Глинянка). По привязанности к определённым биотопам ихтиофауна заповедника представляет собой три явно различающееся группы.
Наиболее широко представлены в заповеднике рыбы биотопа равнинных рек Амурского бассейна, встречающиеся на южном участке среднего течения реки Ин, в низовьях реки Глинянка. В эту группу входят: сазан, серебряный карась, амурский чебачок, конь-губарь, амурский сом, щука, горчак, косатка-скрипун, змееголов.
Вторую, повсеместно встречающуюся в реках заповедника группу рыб составляют пресноводные лососеобразные, обитатели горных рек — ленок и хариус.
И третья группа — рыбы стоячих водоёмов. В заболоченных озёрах, старицах, отшнурованных заливах юго-восточной части заповедника встречаются: ротан-головёшка, гольян озёрный, вьюн амурский, карась серебряный (малорослая озерная форма).
Миграция рыб в верховья по рекам проходит в апреле — мае, обратный скат на зимовальные ямы в русло Амура и больших притоков, идёт с сентября по ноябрь. Нерест хариуса, ленка, щуки проходит весной, начиная с апреля; нерест частиковых — летом. В октябре по реке Ин в р. Бастак на нерест заходить кета. Основная масса речных обитателей зимует вне границ заповедника. На зимовальных ямах остаётся часть популяции хариуса, ленка, щуки, а также гольяны.
В ихтиофауне заповедника представлены четыре группы рыб, различающиеся по геоисторическому происхождению. Основная группа — представители древней третичной фауны, такие, как ленок, хариус, амурская щука, вьюн, и др. В водоёмах заповедника есть представители китайского равнинного ихтиокомплекса (конь-губарь, сазан), южной фауны (змееголов, косатка, ротан-головёшка) и рыбы северотихоокеанской ихтиофауны (кета). Ихтиофауна заповедника представлена 21 видом.

### Амфибии
Первые работы по изучению амфибий проводились сотрудником заповедника «Бастак» В. Х. Крюковым в 1999—2001 гг. А. М. Долгих (ГПЗ «Большехехцирский»), изучая мелких млекопитающих в 2002—2005 гг., дополнительно проводил наблюдения амфибий. Кратковременные исследования в 2004 г. проводились Э. В. Аднагуловым (Институт водных и экологических проблем ДВО РАН, г. Хабаровск).
Фауна земноводных заповедника «Бастак» представлена тремя фаунистическими комплексами: приамурским (дальневосточная квакша, Bufo sachalinensis, чернопятнистая лягушка), восточносибирским (ангарским) (сибирская лягушка), и монголо-даурским (монгольская жаба). На территории заповедника отмечено обитание семи видов амфибий.

### Рептилии
Первые работы по изучению рептилий проводились сотрудником заповедника «Бастак» В. Х. Крюковым в 1999—2001 гг. В дальнейшем кратковременные исследования в 2004 г. проводил Э. В. Аднагулов и А. М. Долгих.
В фауне заповедника обитают представители по меньшей мере двух фаунистических комплексов — маньчжурского (уссурийский щитомордник) и транспалеарктического (живородящая ящерица, узорчатый полоз). В целом, герпетофауна изучена слабо и нуждается в дальнейших исследованиях.
На территории заповедника достоверно отмечено обитание трёх видов пресмыкающихся, возможно обитание ещё трёх видов. По данным В. Х. Крюкова (2000 г.) отмечены амурский полоз, средний щитомордник. В северной части заповедника возможно обитание сахалинской гадюки (имеются непроверенные опросные сведения). Однако, эти данные являются не подтверждеными, поэтому в списке не указываются.

### Птицы
Кратковременные орнитологические исследования на территории заповедника «Бастак» начали в июне 1998 года. Группой американских учёных (под руководством к.б.н. С. М. Смиренского) при участии В. В. Горобейко был составлен список птиц, встреченных в заповеднике вдоль дороги Биробиджан — Кукан (58 видов).
В ходе полевых работ в июне и июле 2000 г. были повешены передатчики спутникового действия на птенцов дальневосточного аиста из гнёзд у р. Глинянка (охранная зона заповедника). Все птенцы были окольцованы цветными пластиковыми кольцами. В процессе этих исследований удалось проследить осеннюю миграцию молодых птиц.
В 2000 и 2001 гг. на территории заповедника совместно с сотрудником заповедника «Бастак» А. А. Авериным работали орнитологи из Буреинского заповедника М. Ф. Бисеров и Е. А. Медведева. Проведено кольцевание птиц, учёт их плотности, составлен предварительный список орнитофауны заповедника (116 видов).
С 2000 г. постоянные орнитологические исследования проводит А. А. Аверин.
Видовой список птиц составлен на основе материалов орнитологических исследований, проведённых за время существования заказника «Бастак», а затем и заповедника.
Орнитофауна заповедника включает представителей 4-х фаунистических комплексов: восточно-сибирского, приамурского, охотско-камчатского и даурско-монгольского.

### Млекопитающие
Разнообразие и контрастность природных условий заповедника «Бастак» (Соловьев, Соловьев, 2006 год) благоприятны для жизнедеятельности различных видов млекопитающих. К настоящему времени на его территории выявлено 53 вида — 69 % териофауны Еврейской автономной области. При последующих планомерных исследованиях фаунистический список, несомненно, будет пополняться. В первую очередь это произойдет за счёт представителей наименее изученного отряда Рукокрылых. Возможно также обнаружение новых для фауны заповедника видов насекомоядных, грызунов, хищных млекопитающих (тундряная бурозубка, обыкновенная кутора, лесной лемминг, горностай и др.).
Териофауна заповедника включает животных 4-х фаунистических комплексов: восточно-сибирского, приамурского, охотско-камчатского и даурско-монгольского.
В основу аннотированного списка млекопитающих положены материалы, собранные сотрудниками заповедника и специалистами сторонних организаций начиная со времени организации заповедника (1997 г.). Ранее целенаправленных фаунистических исследований здесь не проводилось.